# Acces Press
Acces Press este o rețea de chioșcuri de distribuție de presă din București.
Primul chioșc al rețelei a fost deschis la data de 5 aprilie 2004.
În martie 2007, rețeaua Acces Press număra peste 300 de chioșcuri.
Rețeaua este deținută de societatea comercială Grupul Editorilor și Difuzorilor de Presă (GEDP), constituită în septembrie 2002 de câțiva zeci de editori (persoane fizice sau juridice) implicați în mass-media.
Rețeaua a primit sprijinul Clubului Român de Presă și a asociațiilor patronale ale difuzorilor de presă și carte din București.
De asemenea a beneficiat și de sprijinul Primăriei Capitalei și al primăriilor de sector, cu scopul de a facilita accesul cetățeanului la presă și beneficiază de gratuitate în utilizarea spațiului public.
Deși statutul companiei prevede că niciun acționar nu poate deține mai mult de 10% din capitalul social, până în octombrie 2006, oamenii de afaceri Sorin Ovidiu Vântu, Maricel Păcuraru și Hassan Awdi (patron Rodipet) au reușit să preia controlul companiei prin intermediul unor companii off-shore.